# ژولیا (مادر مارک آنتونی)
ژولیا (انگلیسی: Julia; ۱ ژانویهٔ ۰۲۰۰ – ۱ ژانویهٔ ۰۰۳۹) اهل روم باستان و مادر ژنرال حکومت سه‌نفره،  مارک آنتونی] بود.